# Nekrolog 1491
Nekrolog
◄◄
| ◄
| 1487
| 1488
| 1489
| 1490
| 1491 | 1492 | 1493 | 1494 | 1495 | ► | ►►
Weitere Ereignisse | Allgemeiner Nekrolog 1491
Die Beschreibung der verstorbenen Person sollte so kurz wie möglich gehalten sein und nur deren signifikante Tätigkeit(en) enthalten.
Neue Namen ggf. auch unter dem Geburts- und Sterbedatum, also etwa unter 1. Januar und im Geburts- und Sterbejahr (2024) eintragen (nur bei entsprechender großer Wichtigkeit). Für Beispiele siehe die schon vorhandenen Artikel.
Außerdem über die fünf zuletzt Verstorbenen, zu denen es einen ausreichend guten Artikel für eine Präsentation auf der Hauptseite gibt, nach der todesbedingten Überarbeitung der Artikel ggf. auch unter Wikipedia Diskussion:Hauptseite informieren und sie am besten auch in den anderen Wikipedia-Sprachversionen eintragen. Tipp: Regelmäßig bei news.google.de nach „ist tot“, „gestorben“ oder „verstorben“ suchen.
Wenn eine Person gestorben ist, gibt es viele Seiten zu dieser Person in der Wikipedia, die davon auch betroffen sind und entsprechend aktualisiert werden müssen. Beispiele: Namenübersichtsseite, Geburtsjahr, Geburtsort-Seiten und viele mehr.
Wie finde ich die betroffenen Seiten?
Im Suchfeld auf der linken Seite gibt man den Suchbegriff so ein: „Vorname Nachname“. Dann klickt man auf Volltext und alle Seiten mit entsprechendem Suchtext werden aufgerufen. Hier sieht man dann schnell, wo auch das Todesjahr Sinn macht oder sogar ein Teil des Artikels angepasst werden muss. Auch hilft das „Werkzeug“ auf der linken Seite sehr gut, um solche Seiten aufzufinden: „Links auf diese Seite“. Somit ist die Wikipedia wieder aktuell in allen Bereichen! Hinweis: bei Eintragung der Kategorie „Gestorben JAHR“ wird der Missbrauchsfilter 49 ausgelöst, was jedoch nicht schlimm ist. Siehe: Spezial:Missbrauchsfilter/49
Dies ist eine Liste von im Jahr 1491 verstorbenen bekannten Persönlichkeiten. Die Einträge erfolgen innerhalb der einzelnen Daten alphabetisch sortiert. Tiere sind im Nekrolog für Tiere zu finden.

## Januar
| Tag        | Name                           | Beruf, bekannt als                                                  | Alter | Beleg |
| ---------- | ------------------------------ | ------------------------------------------------------------------- | ----- | ----- |
| 7. Januar  | Lambert van der Heggen         | Priester und Generalvikar in Köln                                   |       |       |
| 16. Januar | Christoph Ebran von Wildenberg | Gegenerzbischof der Erzdiözese Salzburg                             |       |       |
| 16. Januar | Antonius Gratiadei             | Geistlicher und Diplomat                                            |       |       |
| 19. Januar | Dorothea von Brandenburg       | Prinzessin von Brandenburg und durch Heirat Herzogin zu Mecklenburg | 70    |       |

## Februar
| Tag         | Name              | Beruf, bekannt als                                          | Alter | Beleg |
| ----------- | ----------------- | ----------------------------------------------------------- | ----- | ----- |
| 2. Februar  | Martin Schongauer | deutscher Maler und Kupferstecher                           |       |       |
| 17. Februar | Peter Engelbrecht | Bischof von Wiener Neustadt (1477–1491)                     |       |       |
| 19. Februar | Enno I.           | Graf von Ostfriesland                                       | 30    |       |
| 24. Februar | Hans Tucher       | deutscher Kaufmann, Oberhaupt des Tucherschen Handelshauses | 62    |       |

## März
| Tag      | Name                    | Beruf, bekannt als                      | Alter | Beleg |
| -------- | ----------------------- | --------------------------------------- | ----- | ----- |
| 2. März  | Eberhard von Reischach  | Abt im Kloster St. Blasien              |       |       |
| 11. März | Marco Barbo             | italienischer Kardinal                  |       |       |
| 13. März | Ulrich Rösch            | Abt des Klosters St. Gallen (1463–1491) | 65    |       |
| 21. März | Otto IV. von Sonnenberg | Bischof von Konstanz                    |       |       |

## Mai
| Tag      | Name                       | Beruf, bekannt als                             | Alter | Beleg |
| -------- | -------------------------- | ---------------------------------------------- | ----- | ----- |
| 2. Mai   | Dierick Bouts der Jüngere  | niederländischer Maler                         |       |       |
| 7. Mai   | Benoît de Montferrand      | Bischof von Coutances und Lausanne             |       |       |
| 12. März | Robert Chamberlain         | englischer Ritter                              |       |       |
| 14. Mai  | Filippo Strozzi der Ältere | Kaufmann                                       | 62    |       |
| 31. Mai  | Philippe Basiron           | französischer Komponist, Organist und Kleriker |       |       |

## Juni
| Tag      | Name             | Beruf, bekannt als                | Alter | Beleg |
| -------- | ---------------- | --------------------------------- | ----- | ----- |
| 1. Juni  | Johann Fart      | Benediktinerabt in Laach          |       |       |
| 13. Juni | Johann Koerbecke | westfälischer Maler der Spätgotik |       |       |

## Juli
| Tag      | Name                        | Beruf, bekannt als                    | Alter | Beleg |
| -------- | --------------------------- | ------------------------------------- | ----- | ----- |
| 13. Juli | Alfons, Infant von Portugal | portugiesischer Prinz und Thronfolger | 16    |       |
| 25. Juli | Ortlieb von Brandis         | Bischof von Chur                      |       |       |
| 30. Juli | Arnold Heymerick            | deutscher Abbreviator und Domdechant  |       |       |

## August
| Tag        | Name                   | Beruf, bekannt als                                         | Alter | Beleg |
| ---------- | ---------------------- | ---------------------------------------------------------- | ----- | ----- |
| 7. August  | Jacob Barbireau        | franco-flämischer Renaissance-Komponist                    |       |       |
| 10. August | Nikolaus von Kreuznach | deutscher Jurist, Theologe und Rektor der Universität Wien |       |       |

## September
| Tag           | Name       | Beruf, bekannt als             | Alter | Beleg |
| ------------- | ---------- | ------------------------------ | ----- | ----- |
| 25. September | Johann II. | Graf von Nevers, Rethel und Eu |       |       |

## Oktober
| Tag         | Name             | Beruf, bekannt als                                        | Alter | Beleg |
| ----------- | ---------------- | --------------------------------------------------------- | ----- | ----- |
| 5. Oktober  | Jean de La Balue | Kardinal und Minister unter Ludwig XI.                    |       |       |
| 11. Oktober | Jakob Griesinger | deutscher Glasmaler und Laienbruder des Dominikanerordens |       |       |

## Dezember
| Tag      | Name                 | Beruf, bekannt als                | Alter | Beleg |
| -------- | -------------------- | --------------------------------- | ----- | ----- |
| Dezember | Bertoldo di Giovanni | italienischer Bildhauer (Florenz) |       |       |

## Datum unbekannt
| Tag | Name                              | Beruf, bekannt als                                         | Alter | Beleg |
| --- | --------------------------------- | ---------------------------------------------------------- | ----- | ----- |
|     | Alphonso de Spina                 | spanischer katholischer Bischof und Autor                  |       |       |
|     | Borommaracha III.                 | König des Reiches Ayutthaya                                |       |       |
|     | Thomas Bourchier                  | englischer Adliger                                         |       |       |
|     | Jöns Budde                        | Mönch und Übersetzer in Finnland                           |       |       |
|     | William Caxton                    | erster englischer Buchdrucker                              |       |       |
|     | James Douglas, 9. Earl of Douglas | schottischer Adliger                                       |       |       |
|     | Friedrich II.                     | Benediktiner                                               |       |       |
|     | Heinrich von Alinghoven           | Marschall von Westfalen                                    |       |       |
|     | Bartholomäus Metlinger            | deutscher Arzt des ausgehenden Mittelalters                |       |       |
|     | Domenico di Michelino             | italienischer Maler der Florentiner Schule                 |       |       |
|     | Didrik Pining                     | deutscher Seefahrer und Entdecker                          |       |       |
|     | Sabel Siegfried                   | deutscher Jurist, Hochschullehrer und Bürgermeister        |       |       |
|     | Hertnid von Stein                 | Domherr von Bamberg, Diplomat, Kunstmäzen, Pfarrer von Hof |       |       |
|     | Jörg Syrlin                       | deutscher Schreiner und Bildhauer                          |       |       |